# Henri Berssenbrugge
Henri Berssenbrugge, nato Bernard Heinrich Wilhelm Berssenbrügge (Rotterdam, 13 settembre 1873 – Goirle, 4 maggio 1959), è stato un fotografo olandese.
Viene considerato uno dei principali, se non il più importante, fotografo pittorialista olandese.

## Biografia
Figlio del tedesco Johann Wilhelm, commerciante di tessuti, e della olandese Elisabeth Catharina Warnken, dal 1887 al 1992 frequentò l'Accademia Willem de Kooning di Rotterdam. Dopo alcuni anni trascorsi a Colonia tornò a Rotterdam concludendo gli studi presso l'Accademia nel 1900 vincendo una medaglia d'argento. Nonostante si definisse pittore (nel registro della popolazione del 1901 venne registrato con questa professione), iniziò ad interessarsi alla fotografia tanto che divenne in breve tempo la sua principale attività. Fu proprio nello stesso anno, 1901, che con Pierre Paul van Wulven (1878-?) aprì uno studio fotografico a Tilburg, quale filiale del negozio dello zio di van Wulven che aveva a Rotterdam, anche se dopo soli sedici mesi il socio emigrò in America e di cui si perse ogni traccia.
Nel periodo che Berssenbrugge trascorse a Tilburg fotografò intensamente i mestieri della tessitura ed in particolare i due rinomati tessitori: il barbuto 'Baard' van Dongen e Annekee van Gorp (1805-1907), una sorta di artigianato casalingo, dove molte altre persone erano dedite a lavori domestici, che riprese nelle sue lastre rimaste nei suoi studi fino al 1957 quando decise di donarli all'archivio comunale di Tilburg. Ton Wagemakers, ex direttore del Museo tessile di Tilburg, con quelle foto ha realizzato una mostra puntando la sua attenzione sul ruolo delle mani che lavoravano ai telai.
Nel 1913 Berssenbrugge sposò Ursulina Cornelia Alban detta Corry, figlia di un ex compagno di studi, di 21 anni più giovane, e l'anno seguente, il 5 giugno, nacque la figlia Urseline Lisette (1914-1947), mentre nel 1916 nacque Hans André Willem, il 16 maggio. La famiglia si trasferì a L'Aia, dove egli aprì il proprio studio fotografico. Inspiegabilmente, nel 1919, i due divorziarono e i bambini restarono col padre. Nello stesso anno, Berssenbrugge sposò Joanna Maria Josephina Ludovica Melis detta Jo, originaria di Tilburg (1891-1989).
La sua carriera decollò, avendo alcuni collaboratori fissi, anche tra i parenti della moglie. Acquistò l'edificio dove aveva lo studio facendolo ristrutturare dall'architetto Jan Wils e dall'artista Vilmos Huszár, entrambi componenti del movimento artistico neoplasticista De Stijl, fondato da Piet Mondrian e da Theo van Doesburg. Convinse Erwin Quedenfeldt a cedergli, con un contratto biennale, i brevetti dei procedimenti di stampa pittorialista, di cui era stato studente probabilmente negli anni trascorsi a Colonia.
Nel 1925, i fotografi Berssenbrugge, Jacob Merckelbach e Francis Kramer vennero sollecitati a sperimentare il procedimento a tre colori Jos-Pe che progettò anche una fotocamera apposita, conosciuta come "Drei-Farben Kamera" o in inglese Tri-Color Camera, su esplicito invito dell'omonima azienda di Arnhem. Berssenbrugge proseguì nel fare ritratti con questo metodo anche negli anni successivi.
Gustaf Stotz, in collaborazione con László Moholy-Nagy, ideò la mostra Film und Foto nel 1929 a Stoccarda con lo scopo di mostrare le tendenze artistiche fotografiche del primo trentennio del Novecento dopo la fine del pittorialismo e l'avanzare delle nuove sperimentazioni della Nuova Oggettività propria del Bauhaus, ma non solo. Tra gli invitati ci fu anche Berssenbrugge, tra i rappresentanti degli autori olandesi. La mostra, in forma ridotta, fu esportata in altre città della Germania e all'estero: Zurigo, Berlino, Danzica, Vienna, Zagabria, Monaco di Baviera, Basilea, Tokyo, Osaka.
Dopo alcuni viaggi in Italia, nel 1939 venne colpito da un ictus che mise fine in pratica alla sua attività. La casa e lo studio saranno chiusi e venduti nel 1942. La figlia Lisette morì di poliomielite all'estero nel 1947.

## Galleria d'immagini

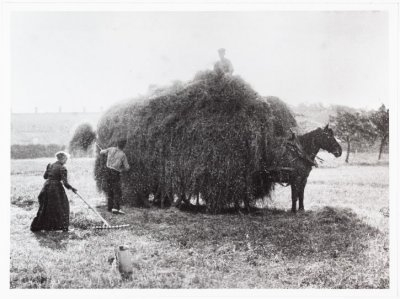
Carro di fieno a Tilburg, 1904
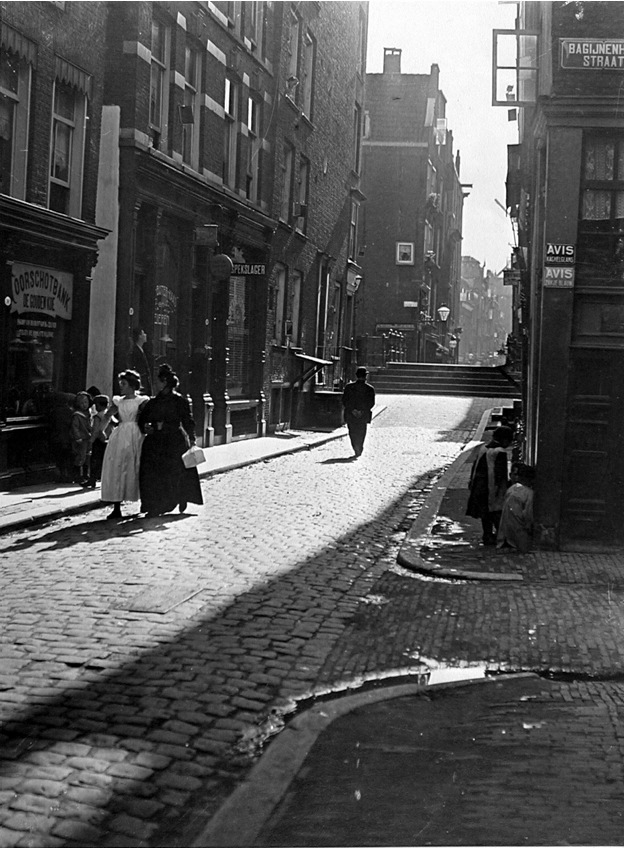
Strada di Rotterdam verso il ponte di Krattenbrug, 1908
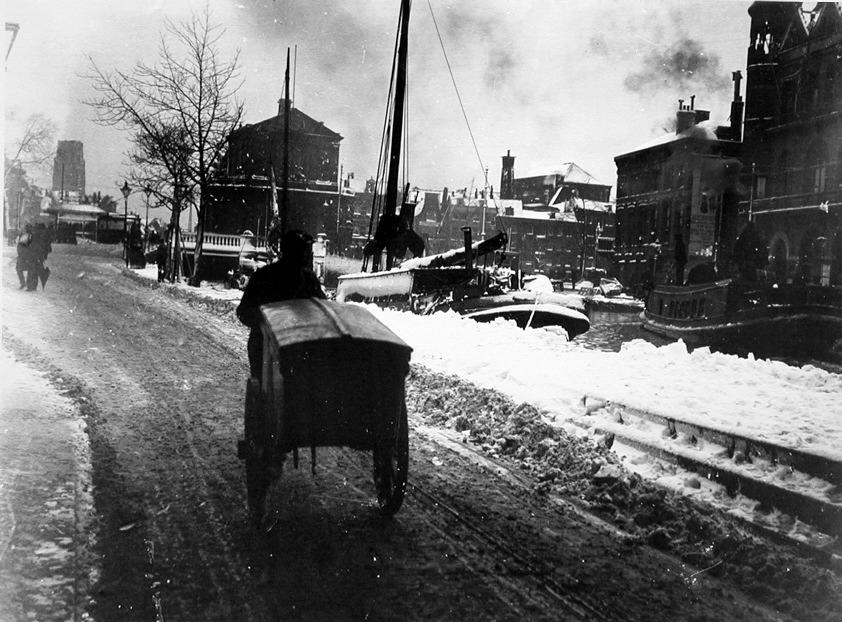
Strade innevate di Rotterdam, 1910
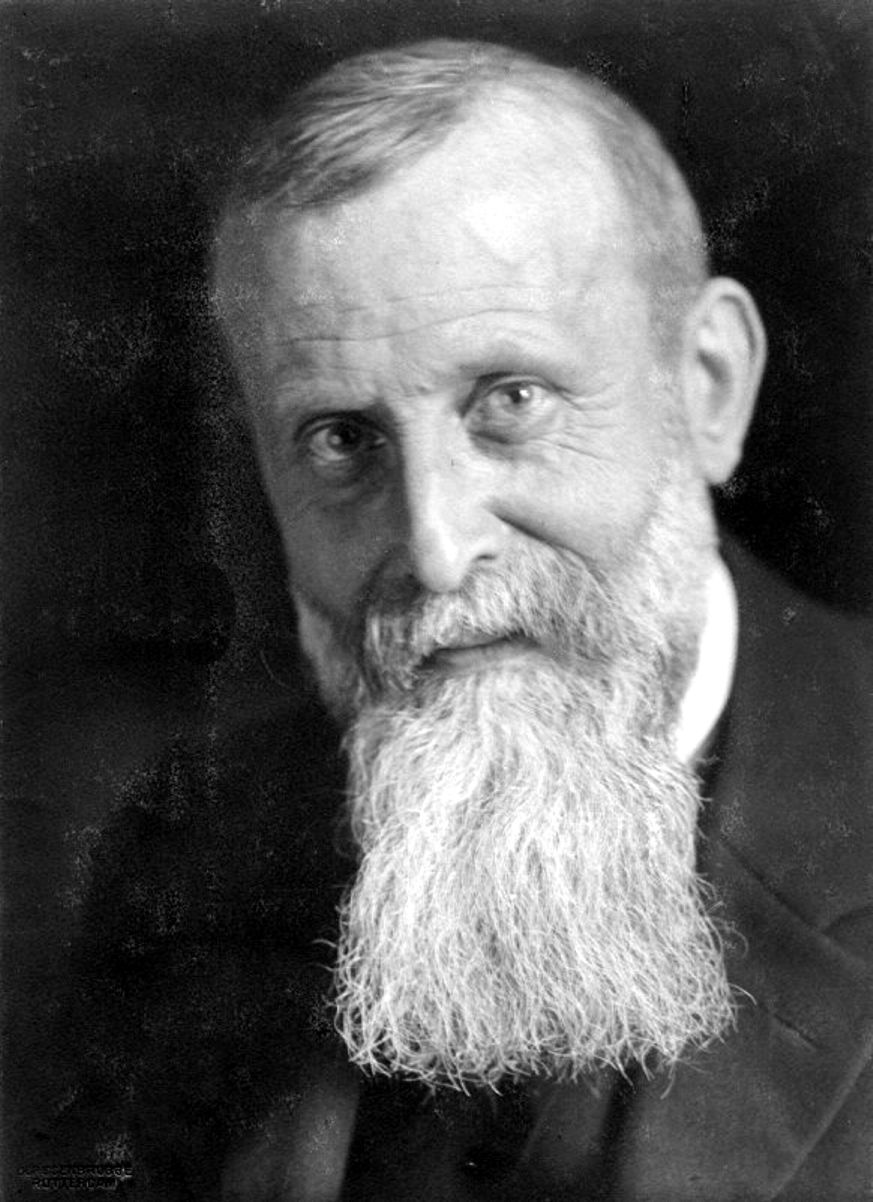
Lo scrittore George Haspels, 1916
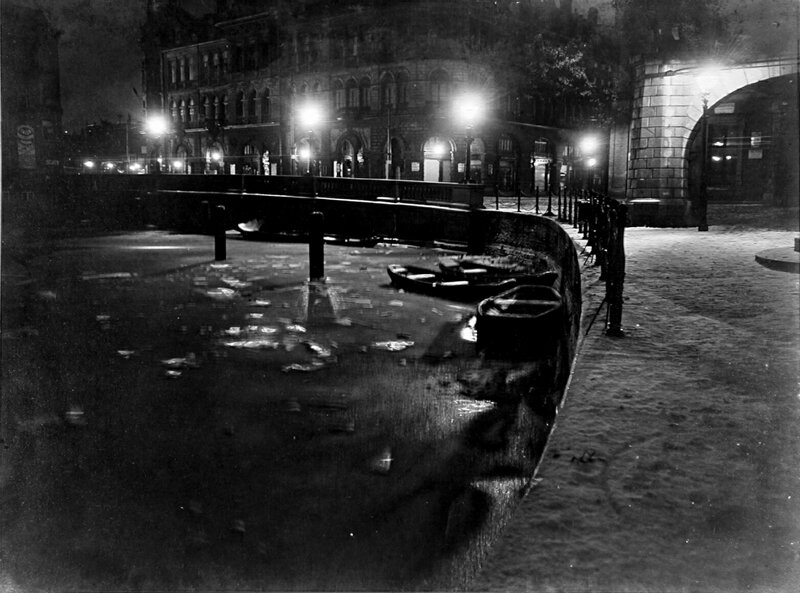
Veduta notturna di Rotterdam, 1916
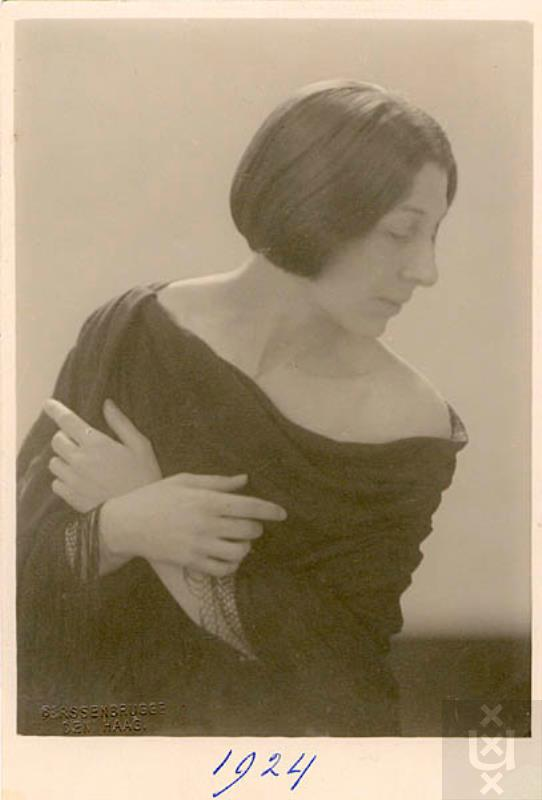
La ballerina classica olandese Lili Green, 1924